# SUMMER TIME (TUBEの曲)
「SUMMER TIME」（サマー・タイム）は、TUBEの57作目のシングル。2015年6月2日発売。発売元はソニー・ミュージックアソシエイテッドレコーズ。

## 概要
前作「いまさらサーフサイド」から約2か月ぶりとなるシングルで、TUBE30周年記念企画年に4回リリースされる春・夏・秋・冬シングルの夏篇である。
表題曲は沖縄県の座間味島で制作された。
本作のカップリングにはmiwaをゲストボーカルに迎えた新曲「トコナツPaPa」が初回限定盤、通常盤ともに収められる。
DVD付初回生産限定盤と通常盤の2形態で発売で、初回限定盤のみに付属されるDVDにはバンドが昨年行ったライブツアー「TUBE LIVE AROUND SPECIAL 2014 〜TIME TRAVEL 29〜」より8月23日の横浜スタジアム公演の模様が収録されている。なおCDのみの通常盤には同ライブから17thシングル「だって夏じゃない」の音源が追加収録されている。

## ミュージック・ビデオ
- 今作品も前作同様ミュージックビデオには松岡茉優と落合モトキが恋人同士として出演している。

## 収録曲
| 全作詞: 前田亘輝、全作曲: 春畑道哉、全編曲: 鳥山雄司。 |                                 |          |            |      |
| #                                                      | タイトル                        | 作詞     | 作曲・編曲 | 時間 |
| 1.                                                     | 「SUMMER TIME」                 | 前田亘輝 | 春畑道哉   | 4:26 |
| 2.                                                     | 「トコナツPaPa featuring miwa」 | 前田亘輝 | 春畑道哉   | 3:42 |
| 3.                                                     | 「SUMMER TIME（Instrumental)」  | 前田亘輝 | 春畑道哉   | 4:24 |
| 合計時間:                                              | 合計時間:                       | 12:32    |            |      |

| 全作詞: 前田亘輝、全作曲: 春畑道哉。 |                                                                                                  |           |            |          |      |
| #                                    | タイトル                                                                                         | 作詞      | 作曲・編曲 | 編曲     | 時間 |
| 1.                                   | 「SUMMER TIME」                                                                                  | 前田亘輝  | 春畑道哉   | 鳥山雄司 | 4:26 |
| 2.                                   | 「トコナツPaPa featuring miwa」                                                                  | 前田亘輝  | 春畑道哉   | 鳥山雄司 | 3:42 |
| 3.                                   | 「だって夏じゃない (TUBE LIVE AROUND SPECIAL 2014 〜TIME TRAVEL 29〜@横浜スタジアム 2014.8.23)」 | 前田亘輝  | 春畑道哉   | 春畑道哉 | 4:19 |
| 4.                                   | 「SUMMER TIME（Instrumental)」                                                                   | 前田亘輝  | 春畑道哉   | 鳥山雄司 | 4:24 |
| 合計時間:                            | 合計時間:                                                                                        | 合計時間: | 16:51      |          |      |

| 全作詞: 前田亘輝、全作曲: 春畑道哉、全編曲: TUBE。 |                    |          |            |
| #                                                  | タイトル           | 作詞     | 作曲・編曲 |
| 1.                                                 | 「Rising Sun」     | 前田亘輝 | 春畑道哉   |
| 2.                                                 | 「春夏秋冬」       | 前田亘輝 | 春畑道哉   |
| 3.                                                 | 「浪漫の夏」       | 前田亘輝 | 春畑道哉   |
| 4.                                                 | 「Miracle Game」   | 前田亘輝 | 春畑道哉   |
| 5.                                                 | 「ジラされて熱帯」 | 前田亘輝 | 春畑道哉   |

## 収録アルバム
- Your TUBE+My TUBE (#1)
- Best of TUBEst 〜All Time Best〜 (#1)
- All Singles TUBEst -White- (#1)

## タイアップ
SUMMER TIME
- クノール®冷たい牛乳でつくるカップスープ」タイアップソング